# Covina
Covina, fundada en 1901, es una ciudad ubicada en el condado de Los Ángeles en el estado estadounidense de California. En el año 2009 tenía una población de 48 000 habitantes y una densidad poblacional de 738,8 personas por km².

## Geografía
Covina se encuentra ubicada en las coordenadas 34°5′30″N 117°52′45″O / 34.09167, -117.87917. Según la Oficina del Censo, la ciudad tiene un área total de 17,02 km² (6,6 mi²), de la cual 17,01 km² (6,6 mi²) es tierra y 0,1 km² (0 mi²) (1.14 %) es agua.

### Localidades adyacentes
El siguiente diagrama muestra a las localidades en un radio de 8 kilómetros (5 mi) de Covina.

## Demografía
Según la Oficina del Censo en 2000 los ingresos medios por hogar en la localidad eran de 48 474 $, y los ingresos medios por familia eran 55 111 $. Los hombres tenían unos ingresos medios de 40 687 $ frente a los 32 329 $ para las mujeres. La renta per cápita para la localidad era de 20 231 $. Alrededor del 11.6 % de la población estaban por debajo del umbral de pobreza.